# Berzence
Berzence es un pueblo húngaro perteneciente al distrito de Csurgó, condado de Somogy.

## Superficie
Cuenta con una superficie de 53,76 kilómetros cuadrados.

## Demografía
Hasta 2023 la población era de 2265 habitantes, con una densidad de población de 42,13 habitantes por kilómetro cuadrado.
| Gráfica de evolución demográfica de Berzence entre 2018 y 2023 |
|                                                                |
| Datos según la Oficina Central de Estadística de Hungría.      |